# Glenocephalus mandibularis
Glenocephalus mandibularis (лат. ) — ископаемый вид мелких сфекоидных ос, единственный в составе рода Glenocephalus из семейства Cirrosphecidae. Описан по фоссилиям из мелового бирманского янтаря (Мьянма).

## Описание
Мелкие осы, длина 4,75 мм. Голова крупная (ширина головы 1,12 мм), жвалы узкие двузубчатые. Фасеточные глаза большие, занимают более половины боковой поверхности головы. Самки без базитибиальной пластинки; передние тазики с латеральным шиповидным выступом; латеральные углы пронотального шеевидной каёмки выступающие (у Cirrosphecinae у самок есть базитибиальная пластинка; передние тазики и пронотальная шеевидная каёмка немодифицированные). Коготки с одним мелким суббазальным зубцом (у Crabronidae коготки простые).
Переднее крыло имеет длину 2,64 мм и содержит несколько ячеек: три субмаргинальные ячейки (1-я крупнее 2-й и 3-й, 2-я меньше 3-й), 2-я кубитальная, 1-я и 2-я медиальные ячейки; жилка 1m-cu оканчивается на Rs, и жилка 2m-cu заканчивается в 3-й субмаргинальной ячейке; маргинальная ячейка значительно длиннее птеростигмы с острой вершиной, касающейся края крыла; жилки М и CuA расходятся дистальнее cu-a; 2-я абсцисса M + CuA короче cu-a. Жилка C заднего крыла имеется; жилка М расходится от CuA перед cu-a:

## Классификация
Вид был впервые описан в 2021 году бразильскими энтомологами и выделен в отдельные род и подсемейство Glenocephalinae. Вместе с родами †Cirrosphex (Cirrosphex mirabilis  Antropov, 2000) и †Haptodioctes (†Haptodioctes apiformis  Rosa et Melo, 2021) из подсемейства †Cirrosphecinae входит в состав семейства †Cirrosphecidae. Cirrosphecidae разделяет признаки с семействами ос Sphecidae, Crabronidae и пчёл Apidae.